# Danuria buchholzi
Danuria buchholzi es una especie de mantis de la familia Mantidae.

## Distribución geográfica
Se encuentra en Ghana Guinea Camerún Congo Nigeria Senegal Uganda y Togo.